# 학산천 (포항시)
학산천(鶴山川)은 경상북도 포항시 시가지를 흐르는 하천이다.

## 역사
학산천은 양학천·칠성천 등과 함께 포항 시가지를 흐르는 하천으로서 일제강점기 이전에는 나루터였다. 1992년에는 도시 개발로 복개되었다.
2017년 2월, 포항 도심 4대 하천 타당성 조사와 기본계획 수립용역이 통과되어 2018년 12월 학산천이 시범사업 대상지로 선정되었다. 이후 '학산천 생태하천복원사업'이 2023년 준공을 목표로 수립되었으며 404억 원이 투입되었다. 주요 내용은 포항시 북구 우현동의 길이 900m, 폭 23m의 4차로 복개 콘크리트 도로를 철거, 생태하천으로 복원하여 산책로·수질 정화용 수생식물 등을 조성하는 것이다.
2021년 1월, 본격적인 복원 공사가 시작되었다.
2025년 3월 말일부터 롯데백화점 포항점 앞 사거리 일대 도로에 대한 학산천 하류 복원공사가 진행 중으로, 5월 말까지로 예정되어 있다.